# 天主教土庫曼斯坦自治傳教區
天主教土庫曼斯坦自治傳教區（拉丁語：Missio sui iuris Turcmenistaniana）是中亞國家土庫曼斯坦一個羅馬天主教自治傳教區，直屬教廷。
1997年9月29日成立，範圍幅蓋全國。2010年有教友95人。傳教區有四名司鐸，唯一一個堂區位於首都阿什哈巴德。現任負責神長（Ecclesiastical Superiors）為安德肋·馬德伊神父（Andrzej Madej）。 